# محوطه کوللوح‌لی‌یورد
محوطه کوللوح لی یورد مربوط به دوره اشکانیان - دوره ساسانیان - دوران‌های تاریخی پس از اسلام است و در شهرستان هشترود، بخش مرکزی، روستای قره سقال واقع شده و این اثر در تاریخ ۱۱ مرداد ۱۳۸۴ با شمارهٔ ثبت ۱۲۶۲۷ به‌عنوان یکی از آثار ملی ایران به ثبت رسیده است.